# DSV Alvin
Il DSV Alvin è un batiscafo di proprietà della United States Navy in uso al Woods Hole Oceanographic Institution. Il suo utilizzo principale è l'esplorazione dei fondali marini per scopi scientifici, in particolare per lo studio delle sorgenti idrotermali, o per il ritrovamento di relitti.

## Caratteristiche tecniche

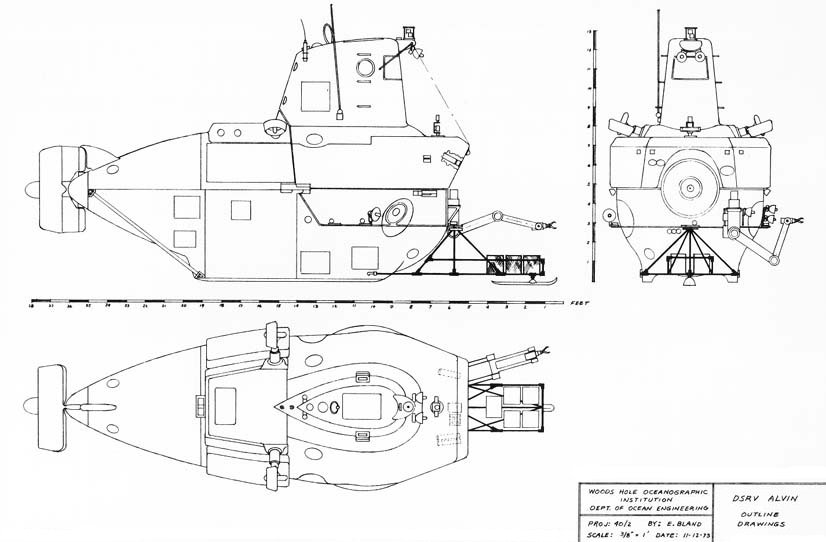
Schema tecnico dell'unità sommergibile (esterno)

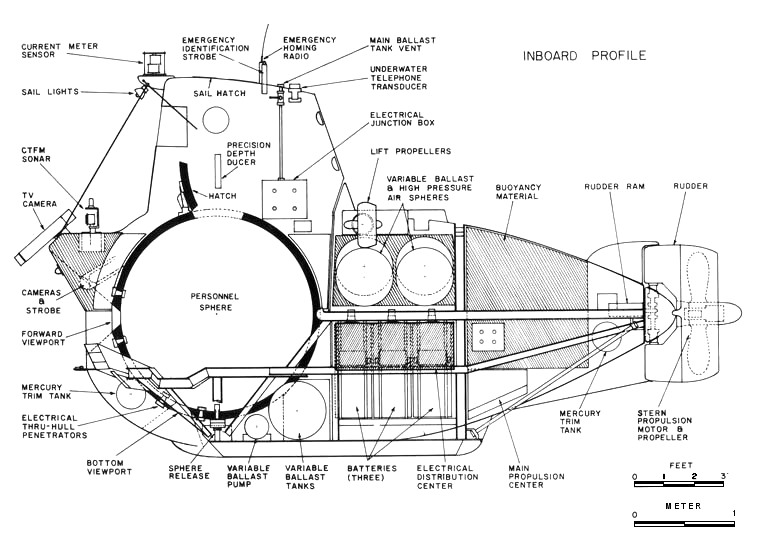
Schema tecnico dell'unità sommergibile (interno)

Le dimensioni di Alvin sono 7,1 metri di lunghezza, 3,7 m di altezza e 2,6 m di larghezza (23,3 × 12 × 8,5 piedi), il suo peso è pari a 20,4 tonnellate.
La velocità massima che può raggiungere in immersione è di 3,4 km/h, pari a circa 2 nodi anche se solitamente l'unità viaggia ad una velocità di crociera di 0,8 km/h (0,5 nodi). La durata delle immersioni non supera mai le 10 ore, tuttavia il sommergibile trasporta una riserva di ossigeno adeguata a far sopravvivere l'equipaggio fino ad un massimo di 3 giorni. La profondità massima certificata è di 4500 metri sotto il livello del mare anche se l'abitacolo è progettato per resistere sino a 5720 metri e nei test di pressione artificiale ha resistito sino all'equivalente di una profondità di 6850 metri.
L'abitacolo interno è costituito da una sfera di titanio del diametro di 208 cm (82 pollici) con pareti spesse 4,9 cm (1,9 pollici) e può contenere sino a un massimo di tre persone: un pilota e due ricercatori. In origine il materiale di costruzione era l'acciaio ma nel 1973 fu rimpiazzato col titanio, questa modifica ha permesso di aumentare la profondità raggiungibile dal mezzo. La sfera è dotata di tre oblò: uno frontale per permettere al pilota di guardare in avanti e manovrare il sommergibile, due sui lati per consentire ai ricercatori di osservare il fondale. Attorno alla sfera c'è un rivestimento di fibra di vetro e schiuma sintattica che serve a tenere al riparo i motori, i componenti elettronici e le batterie.
Il veicolo è dotato di sei propulsori ad elica che ne permettono il movimento e la manovrabilità: tre servono per il movimento orizzontale, due per quello verticale e uno per le rotazioni. Per l'esplorazione del fondale in assenza di luce è dotato di 12 fari con lampade ad alogenuri metallici e led, inoltre ha due braccia robotiche idrauliche (il secondo aggiunto nel 1978) che servono alla raccolta dei campioni. La strumentazione del veicolo pesa quasi un quintale e comprende un altimetro, diversi sistemi sonar, tra cui un ecoscandaglio e un sistema di navigazione e tracciamento basato su impulsi acustici, una bussola giroscopica, una radio VHF e un sistema di ripresa foto/video composto da quattro diverse videocamere.
Il batiscafo compie tra le 150 e le 200 immersioni l'anno, viene inoltre completamente smontato ed ispezionato ad intervalli di tre o cinque anni per garantirne la piena efficienza e sicurezza.
Nel 2008 è stato avviato un progetto per aumentare la capacità di trasporto del veicolo, ampliando lo spazio per l'equipaggio e aumentando la profondità raggiungibile sino a 6500 metri, rendendo così possibile l'esplorazione di circa il 98% dei fondali terrestri. 
Inizialmente il WHOI era intenzionato a dismettere il veicolo per sostituirlo con uno nuovo, tuttavia le eccessive spese derivanti da una simile decisione hanno fatto optare per una massiccia operazione di miglioramento del mezzo esistente da compiersi in due fasi per contenere i costi. Nel 2010 Alvin è stato temporaneamente messo a riposo per poter avviare i lavori di modifica del costo di circa 40 milioni di dollari. Le principali modifiche introdotte sono: aumento da tre a cinque del numero di oblò, nuova sfera abitacolo di maggiori dimensioni e con migliorata abitabilità e nuovi sistemi di controllo della navigazione e di comando, nuovo impianto di illuminazione esterna e dotazione di un impianto di ripresa visiva ad alta definizione, la spinta di galleggiamento fornita da un nuovo tipo di schiuma sintetica. Nel gennaio 2014 sono terminati i lavori di aggiornamento e il sottomarino ha intrapreso nel mese di marzo una spedizione per provare le nuove caratteristiche in un'area settentrionale del Golfo del Messico, studiando colonie profonde di coralli, terminata la quale verrà inviato ad osservare le condizioni dell'ambiente sottomarino attorno all'area del disastro ambientale della piattaforma petrolifera Deepwater Horizon.
La seguente tabella illustra l'evoluzione delle caratteristiche di Alvin:
|                           | 2010                | 2013-14           | 2015-16         |
| ------------------------- | ------------------- | ----------------- | --------------- |
| Lunghezza                 | 23,3 ft 7,1 m       | 23,1 ft 7,04 m    | 23,1 ft 7,04 m  |
| Baglio massimo            | 8,1 ft 2,47 m       | 8,4 ft 2,56 m     | 8,4 ft 2,56 m   |
| Altezza                   | 12 ft 3,66 m        | 12,1 ft 3,69 m    | 12,1 ft 3,69 m  |
| Profondità massima        | 14765 ft 4500 m     | 14765 ft 4500 m   | 21325 ft 6500 m |
| Autonomia operativa       | 6-10 ore            | 6-10 ore          | 8-12 ore        |
| Peso lordo                | 35200 lb 15966,5 kg | 45000 lb 20412 kg | da stabilire    |
| Attrezzature scientifiche | 200 lb 90,8 kg      | 400 lb 181,5 kg   | 400 lb 181,5 kg |
| Volume abitacolo          | 144 ft³ 4,08 m³     | 171 ft³ 4,84 m³   | 171 ft³ 4,84 m³ |

## Storia

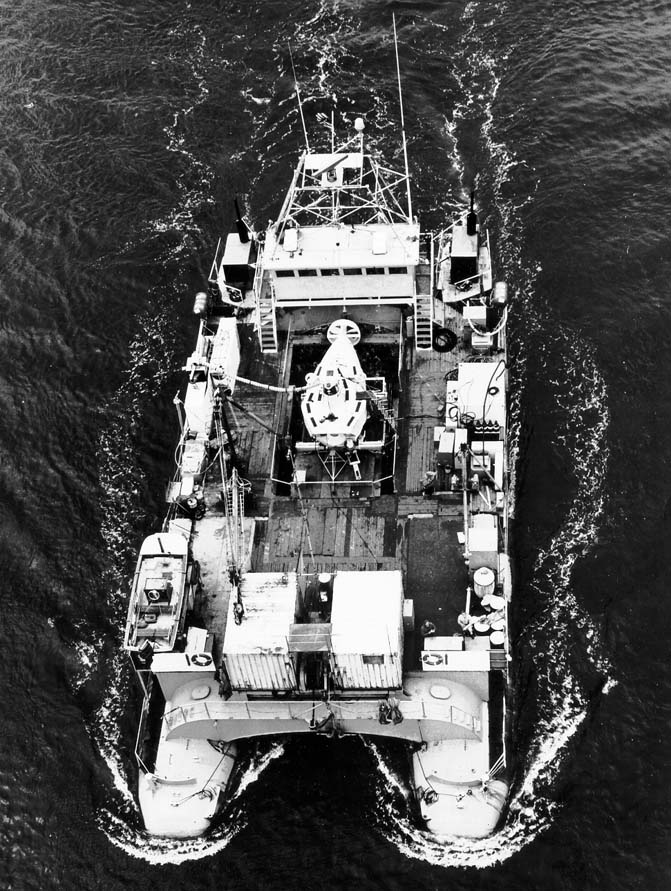
Alvin a bordo della nave supporto Lulu

La prima richiesta del WHOI di sviluppare un programma per la costruzione di un veicolo sottomarino in grado di esplorare i fondali fu esposta nel febbraio 1956. Nel 1962, dopo aver constatato l'impossibilità di noleggiare un sommergibile con le caratteristiche richieste, venne emanato un bando per la costruzione del veicolo che fu vinto dalla General Mills.
I primi prototipi della sfera dell'abitacolo, realizzati in acciaio, si rivelarono inadeguati e non superarono le simulazioni con la pressione artificiale. In seguito l'incarico di completare il sommergibile fu assunto dalla Litton Systems che concluse i lavori il 26 maggio 1964 e consegnò il veicolo al WHOI il 5 giugno successivo per il varo.
Il nome Alvin fu scelto come omaggio per Allyn Vine, ingegnere e ricercatore del WHOI che per primo si era adoperato per la realizzazione di un veicolo per l'esplorazione del fondale marino.
Dopo una serie di prove all'interno del bacino del porto di Woods Hole, il 4 agosto 1964 ebbe luogo la prima immersione libera (senza l'ausilio di dispositivi che collegassero Alvin alla nave supporto o alla terra ferma), il veicolo raggiunse una profondità di soli 35 piedi (circa 11 metri) ma il test ebbe esito positivo. La prima immersione a grande profondità avvenne nel marzo 1965 quando il team di ricercatori trasportò Alvin sino a Andros (Bahamas) e, controllandolo da remoto, lo fece immergere sino a 7500 piedi (circa 2300 metri) di profondità. Il 20 luglio dello stesso anno il veicolo fece la sua prima immersione a grande profondità con equipaggio raggiungendo quota 6000 piedi (circa 1850 metri) con due piloti a bordo.
La prima nave di supporto per trasportare il sommergibile fu un catamarano realizzato nel 1965 utilizzando alcuni pontoni della US Navy in disuso, l'imbarcazione fu chiamata Lulu. A partire dal 1984 la nave supporto di Alvin fu la RV Atlantis II, sostituita poi nel 1997 dalla Atlantis.

### Incidenti
Nell'ottobre del 1968 il batiscafo ebbe un incidente mentre era trasportato dalla nave di supporto: a seguito dell'improvvisa rottura di alcuni cavi di sostegno il veicolo scivolò in acqua con il portellone aperto, l'interno si allagò rapidamente e il mezzo affondò. Al momento della caduta in acqua il pilota Ed Bland si trovava ancora all'interno dell'abitacolo, fortunatamente riuscì ad uscire prima che iniziasse l'inabissamento mettendosi in salvo e riportando solo alcune lesioni di lieve entità.
Alvin venne ritrovato adagiato sul fondo marino a circa 1500 metri di profondità senza grossi danni strutturali e così fu deciso di riportarlo in superficie per poterlo rendere nuovamente operativo. Le avverse condizioni climatiche e la mancanza delle necessarie attrezzature non permisero al team di procedere immediatamente al recupero. Le operazioni di ripescaggio furono rese possibili grazie all'ausilio di un'altra unità sommergibile il DSV Aluminaut e della sua nave supporto la R/V Mizar: dopo aver assicurato una barra metallica all'estremità di Alvin, il veicolo venne sollevato dal fondale sino a circa 50 piedi sotto la superficie dell'acqua, successivamente venne imbragato e rimorchiato sino al porto di Martha's Vineyard dove una gru completò le operazioni. Il sommergibile venne finalmente riportato in superficie il 27 agosto 1969 dopo ben 10 mesi di permanenza subacquea. Le riparazioni richiesero quasi due anni e solo nel maggio 1971 l'unità tornò ad essere pienamente operativa e ad immergersi.
La permanenza sottomarina del veicolo fu oggetto di studio da parte dei microbiologi in quanto nonostante il lungo periodo di immersione i resti di cibo lasciati dall'equipaggio al suo interno vennero ritrovati con segni minimi di decomposizione, questo fece ipotizzare che alle grandi profondità il metabolismo dei batteri fosse più lento rispetto alla superficie. Le prime conclusioni si rivelarono poi errate ma questo involontario esperimento fece crescere l'interesse verso questo tipo di studi e negli anni successivi diversi ricercatori si dedicarono allo studio della biologia a grande profondità con esperimenti condotti direttamente sui fondali con l'ausilio di sommergibili.
Nel 1977 durante un'immersione nella Fossa delle Cayman l'equipaggio fu sorpreso da una scossa di terremoto con epicentro al largo delle coste del Nicaragua, tuttavia non vennero registrati danni di alcun tipo per il veicolo e i suoi occupanti.
Nel corso delle sue missioni Alvin è stato più volte attaccato da creature marine: nel 1967, durante delle missioni al largo delle Bahamas, il sommergibile fu attaccato da un pesce spada che rimase incastrato nel rivestimento del veicolo. Nel 1971, sempre nello stesso tratto di mare, si scontrò con un grosso marlin che danneggiò alcune delle luci.
Il 24 settembre del 1967 il braccio meccanico si staccò dal sommergibile a seguito di una collisione, fu poi recuperato il 15 ottobre successivo e regolarmente riposizionato.

### Missioni ed eventi principali

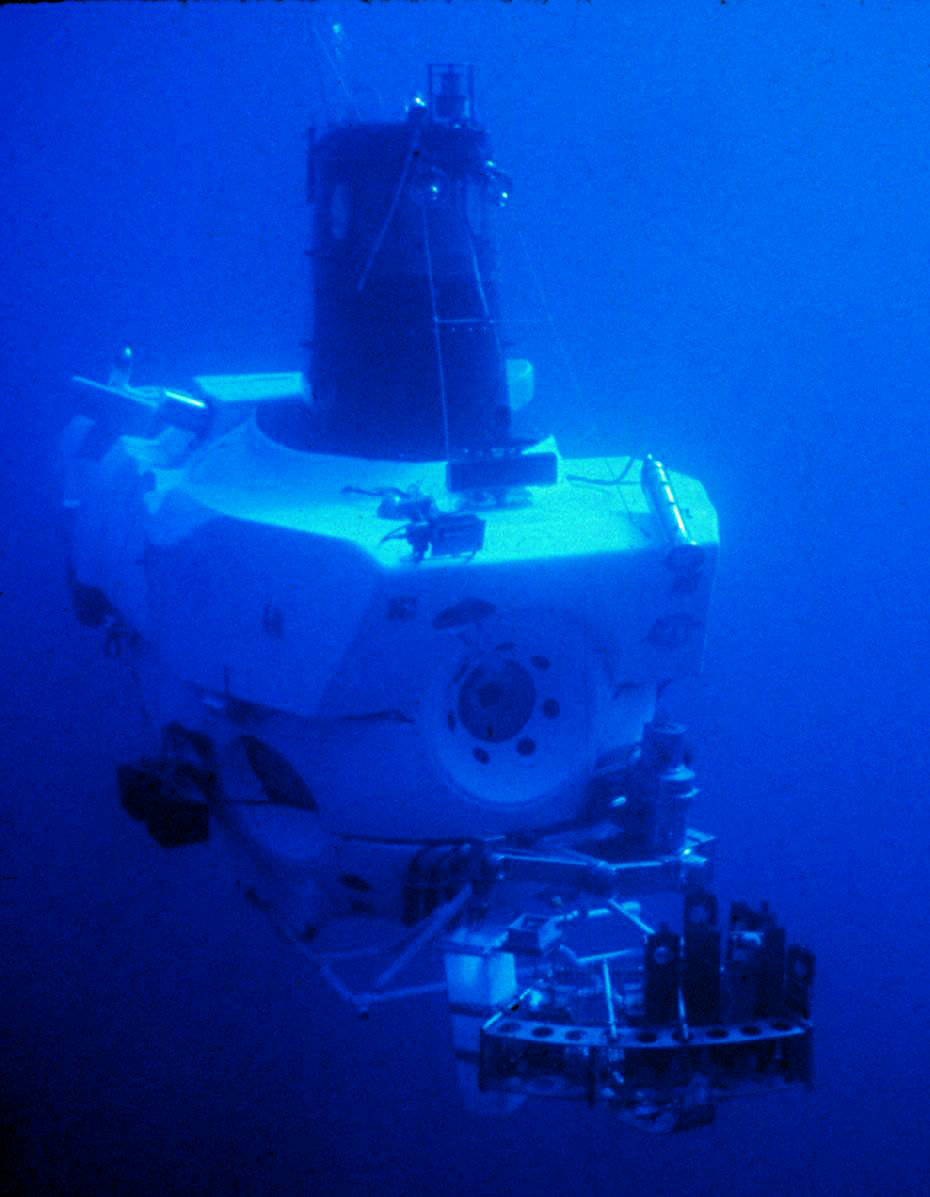
Alvin nell'agosto 1978

Il 17 marzo 1966 Alvin venne impiegato per localizzare una bomba all'idrogeno dispersa in mare a seguito di un incidente aereo che coinvolse un Boeing B-52 Stratofortress e un Boeing KC-135 Stratotanker davanti alle coste di Palomares in Spagna. L'ordigno fu poi ritrovato intatto ad una profondità di circa 900 metri.
Nel 1967 durante una serie di immersioni al largo del New England venne casualmente ritrovato dal team di ricercatori il relitto di un caccia F6F Hellcat precipitato nel 1944.
Nel 1974, nell'ambito del progetto F.A.M.O.U.S. (French-American Mid-Ocean Undersea Study), in collaborazione con i sommergibili francesi Cyana e Archimede, eseguì una serie di dettagliati rilevamenti fotografici della Dorsale medio atlantica.
Nel 1977 nel corso di una spedizione organizzata dalla National Oceanic and Atmospheric Administration i ricercatori esplorarono il fondale delle isole Galápagos documentando per la prima volta la presenza di fumarole nere. A seguito di questa scoperta Alvin venne poi lungamente impiegato nello studio delle sorgenti idrotermali e della fauna avente come habitat tali sorgenti permettendo a numerosi biologi di prelevare campioni direttamente dal fondale oceanico per le proprie ricerche.
Nel 1982 Walter Cronkite, uno dei più famosi giornalisti televisivi americani noto a livello mondiale per aver dato per primo l'annuncio della morte del presidente Kennedy, venne ospitato a bordo durante un'immersione alle Galápagos. Il reportage della missione venne trasmesso dall'emittente CBS contribuendo ad aumentare la fama di Alvin al di fuori dell'ambiente scientifico.
Nel 1986 Alvin fu impiegato per esplorare il relitto del RMS Titanic, il transatlantico affondato nell'Oceano Atlantico Settentrionale nel 1912. Il sommergibile, con l'ausilio di una seconda unità comandata da remoto chiamata Jason Jr. in grado di entrare all'interno del relitto, si immerse sino alla profondità di quasi 3800 metri e realizzò per la prima volta in assoluto una dettagliata raccolta di foto e video della celebre imbarcazione adagiata sul fondale. Nello stesso anno il medesimo team di ricercatori guidato da Robert Ballard utilizzò il sommergibile per localizzare ed ispezionare i resti dello USS Scorpion, un sottomarino armato con siluri a testata nucleare affondato al largo delle isole Azzorre nel 1968.
Nel 2010 fu impiegato per esaminare il fondale del Golfo del Messico e valutare i danni provocati alla flora e alla fauna sottomarina dal disastro ambientale della piattaforma petrolifera Deepwater Horizon.

### Date significative
| Data              | Immersione | Luogo                                     | Profondità | Coordinate              | Note                                                    |
| ----------------- | ---------- | ----------------------------------------- | ---------- | ----------------------- | ------------------------------------------------------- |
| 26 giugno 1964    | 1ª         | Porto di Woods Hole, Massachusetts        | 8 m        | 41°31.3′N 70°40.3′W     | Prima immersione in assoluto                            |
| 1º luglio 1965    | 92ª        | Tongue of the Ocean, Bahamas              | 2286 m     | 25°03′N 77°41′W         | Prima immersione a grande profondità (senza equipaggio) |
| 2 agosto 1965     | 100ª       | Goulding Cay, Bahamas                     | 1829 m     | 25°03′N 77°36.3′W       |                                                         |
| 16 ottobre 1968   | 308ª       | Largo di Martha's Vineyard, Massachusetts | 1535 m     | 39°54′N 69°16′W         | Inabissamento accidentale                               |
| 31 gennaio 1974   | 500ª       | Tongue of the Ocean, Bahamas              | 2500 m     | 24°58.8′N 77°43.3′W     |                                                         |
| 15 gennaio 1980   | 1000ª      | Isole Galapagos                           | 2500 m     | 0°47′N 86°06′W          |                                                         |
| 17 agosto 1983    | 1325ª      | Martha's Vineyard, Massachusetts          | 30 m       | 41°19′N 70°54′W         | Ultima missione per la nave supporto Lulu               |
| 22 marzo 1988     | 2000ª      | Dorsale del Pacifico orientale            | 2758 m     | 11°51′N 103°51′W        |                                                         |
| 5 febbraio 1994   | 2712ª      | Fossa centroamericana, Costa Rica         | 4500 m     | 9°45.12′N 86°16.16′W    | Massima profondità raggiunta                            |
| 20 settembre 1995 | 3000ª      | Endeavour Ridge, Isola di Vancouver       | 2162 m     | 47°59.05′N 129°04.74′W  |                                                         |
| 2 luglio 1996     | 3096ª      | Largo del New Jersey                      | 2510 m     | 39°26.8′N 70°38.38′W    | Ultima missione per la nave supporto Atlantis II        |
| 12 agosto 1999    | 3450ª      | Golfo dell'Alaska                         | 4320 m     | 58°55.32′N 146°01.46′W  | Punto più settentrionale mai raggiunto da Alvin         |
| 12 aprile 2004    | 4000ª      | Dorsale del Pacifico orientale            | 2507 m     | 9°49.969′N 104°17.437′W |                                                         |
| 14 dicembre 2010  | 4664ª      | Golfo del Messico                         | 1380 m     | 28°40.277′N 88°29.727′W | Ultima immersione prima delle modifiche                 |